# キーパーソン21
特定非営利活動法人キーパーソン21は、神奈川県川崎市中原区に事務所を置く、キャリア教育に取り組むNPO法人（特定非営利活動法人）である。全国で独自に開発したキャリア教育プログラム（夢！自分！発見プログラム）を地域の大学生や社会人や諸団体の協力により実施している。2023年1月現在、北海道、新潟、北関東、東京、湘南、静岡、大阪・兵庫、沖縄に地域で活動するチームが存在する。

## 行動規範
主役は子ども、きっかけは大人。
- 子どもたちの「生きる」意欲を引き出すこと
- 子どもたちの「自分で決める力」を育むこと
- 「自分で一歩を踏み出す」子どもたちを応援すること

## わくわくエンジン🄬
キーパーソン21では、一人ひとりの中にある誰もが必ず持っている納得できる自分軸、社会的自立・職業的自立を支える原動力を「わくわくエンジン」と呼んでいる。「わくわくエンジン」という言葉は、キーパーソン21が商標登録（登録5585761）している。
わくわくには3つの観点があるとされる。
1. 名詞的わくわく 「サッカー」や「絵」「星」など、特定のものやことへの興味・関心という意味でのわくわく
2. 形容副詞的わくわく 「ワイワイ」「静かにじっくり」「アクティブに」「美しくスマートに」といった状況へのわくわく
3. 動詞的わくわく 「開発すること」「冒険すること」「知らないことを知ること」「伝えること」「調べること」「分析すること」など、行動やアクションのわくわく

キーパーソン21が言う「わくわくエンジン」は、動詞的わくわくを指している。

## 事業内容
子どもたちの成長を引き出す活動
- キャリア教育プログラム「夢！自分！発見プログラム」
- オンラインですきなものビンゴ
- 個別進路サポートプログラム「solo-solo」

子どもたちの成長を支える活動
- わくわくナビゲーター養成講座

先生を応援する活動
- 教員研修

企業・団体との連携
- アドバイザリー連携

パートナー連携
- プログラムのパートナー連携

教育環境の提供
- 学習支援・居場所づくり

講演・執筆
キャリア教育に関する調査・研究

## 夢！自分！発見プログラム
講演
- おもしろい仕事人がやってくる

ワークショップ
- すきなものビンゴ＆お仕事マップ
- コミュニケーションゲーム
- かっこいい大人ニュース

個別サポート
- 個別アクションプログラム

## 沿革
- 2000年 - 12月「キーパーソン21」を任意団体として設立
- 2001年 - 12月「特定非営利活動法人キーパーソン21」としてNPO法人格取得
- 2005年 - 経済産業省平成17年度「地域自律・民間活用型キャリア教育プロジェクト」委託事業
- 2006年 - 経済産業省平成18年度「地域自律・民間活用型キャリア教育プロジェクト」委託事業
- 2007年 - 企業やパートナーシップ提携団体との連携開始
- 2008年 - 東京おもちゃショー2008出展
- 2009年 - 横浜開港150周年（開国博Y150）イベントに出展
- 2011年 - 文部科学省復興教育支援事業受託
- 2012年 - 川崎市の受託でシニア世代を対象としたコミュニティービジネスプログラムを開発実施
- 2013年 - 認定NPOに認定される／川崎市の条例指定NPOに指定される
- 2014年 - 東京都社会的自立支援事業受託、大学生による教育プログラムを都立高校で実施
- 2016年 - 経済産業省キャリア教育アワード経済産業大臣賞（中小企業部門）を受賞

## 主なメディア掲載・受賞
- 2005年
  - 04月　日経ウーマン主催による「日経ウーマンオブザイヤー・クリエイティブ部門入賞」
- 2006年
  - 02月　TBS報道番組 イブニング・ファイブ
- 2009年
  - 11月　TBSラジオ　久米宏 ラジオなんですけど
- 2016年
  - 第7回　経済産業省キャリア教育アワード経済産業大臣賞（中小企業部門）を受賞
- 2017年
  - Yahoo!ニュース「ふつうの主婦」が見つけた「わくわくエンジン」のかけ方
- 2020年
  - 8月17日　日本講演新聞「『わくわく』は可能性の宝箱！」（朝山あつこインタビュー）
- 2021年
  - 4月7日　山陰中央新報「わくわくを仕事に」（江津高校でのキャリア教育事例）